# 2025年のアルゼンチングランプリ (ロードレース)
2025年のアルゼンチングランプリ(2025 Argentine motorcycle Grand Prix)、正式名称: Gran Premio YPF Energía de Argentinaは、ロードレース世界選手権の2025年シーズン第2戦として、3月16日にアルゼンチン・テルマス・デ・リオ・オンドのアウトドローモ・テルマス・デ・リオ・オンドで開催された。